# Evliyatekke, Meram
Evliyatekke là một xã thuộc quận Meram, tỉnh Konya, Thổ Nhĩ Kỳ. Dân số thời điểm năm 2011 là 166 người.